# Talanoa Hufanga
Talanoa Hufanga (geboren am 1. Februar 2000 in Corvallis, Oregon) ist ein US-amerikanischer American-Football-Spieler auf der Position des Safeties. Er spielte College Football für die University of Southern California und steht seit 2025 bei den Denver Broncos in der National Football League (NFL) unter Vertrag. Zuvor spielte er vier Jahre lang für die San Francisco 49ers.

## College
Hufanga besuchte die Crescent Valley High School in seiner Heimatstadt Corvallis, Oregon. Dort spielte er Football als Quarterback, Wide Receiver und Safety sowie Basketball. Ab 2018 ging er auf die University of Southern California, um als Safety College Football für die USC Trojans zu spielen. Bereits als Freshman bestritt er fünf von acht Spielen als Starter, musste die Saison aber vorzeitig beenden, nachdem er sich bei der Partie gegen die Arizona State Sun Devils das rechte Schlüsselbein gebrochen hatte. In den folgenden beiden Jahren war er Stammspieler, verpasste aber 2019 drei Spiele verletzungsbedingt und bestritt durch die Verkürzung der Saison aufgrund der COVID-19-Pandemie 2020 nur sechs Spiele. Hufanga verzeichnete in der Saison 2020 insgesamt 62 Tackles, davon 5,5 für Raumverlust, sowie vier Interceptions und zwei eroberte Fumbles. Er wurde als Defensive Player of the Year in der Pacific-12 Conference (Pac-12) ausgezeichnet und zum Consensus All-American gewählt. Zudem erhielt er geteilt mit Zach Wilson die Auszeichnung als Polynesian College Player of the Year und war einer der Finalisten bei der Wahl zur Lott Trophy. Nach der Saison 2020 meldete Hufanga sich für den NFL Draft an. Er bestritt 24 Spiele für die Trojans, davon 21 als Starter.

## NFL
Hufanga wurde im NFL Draft 2021 in der fünften Runde an 180. Stelle von den San Francisco 49ers ausgewählt. Dass er im Draft trotz seiner erfolgreichen College-Karriere erst relativ spät ausgewählt wurde, wurde auf seine Verletzungshistorie sowie vor allem auf seine als zu gering wahrgenommene Geschwindigkeit zurückgeführt, so lief er beim NFL Combine den 40 Yard Dash in 4,64 Sekunden, was für einen Safety eine relativ langsame Zeit ist. Als Rookie war Hufanga Ergänzungsspieler in der Defense und wurde viel in den Special Teams eingesetzt. Von 15 Spielen der Regular Season bestritt er drei als Starter. In der Divisional Round der Play-offs gelang Hufanga beim 13:10-Sieg der 49ers über die Green Bay Packers der einzige Touchdown seines Teams. Beim Stand von 3:10 im vierten Viertel konnte er einen geblockten Punt der Packers sichern und zu einem Touchdown in die Endzone tragen. 
In seiner zweiten NFL-Saison rückte Hufanga in die Stammformation der 49ers auf, nachdem sie den Vertrag mit Jaquiski Tartt nicht verlängert hatten. Am ersten Spieltag der Saison 2022 gelang Hufanga seine erste Interception in der NFL, als er bei der Auftaktniederlage gegen die Chicago Bears einen Pass von Justin Fields sicherte. Beim 24:9-Sieg gegen die Los Angeles Rams in Woche 4 konnte Hufanga einen Pass von Matthew Stafford abfangen und dabei einen defensiven Touchdown erzielen. Am 10. Spieltag sicherte er mit einer Interception beim Stand von 22:16 in der Schlussminute gegen die Los Angeles Chargers den Sieg der 49ers. Hufanga wurde in seiner zweiten NFL-Saison erstmals in den Pro Bowl gewählt. Er erzielte insgesamt 97 Tackles, vier Interceptions, neun verteidigte Pässe, zwei erzwungene Fumbles und einen Touchdown und wurde in das All-Pro-Team gewählt.
In der Spielzeit 2023 zog Hufanga sich am elften Spieltag bei der Partie gegen die Tampa Bay Buccaneers einen Kreuzbandriss zu und fiel damit für den Rest der Saison aus. Bis dahin hatte er in zehn Spielen drei Interceptions verzeichnen können. Wegen dieser Verletzung verpasste Hufanga auch die ersten beiden Spiele der Saison 2024, in der er wegen einer Gehirnerschütterung und Bänderrissen im Handgelenk auch sieben weiteren Spiele aussetzen musste. Insgesamt kam er in 49 Spielen für San Francisco zum Einsatz, davon 37-mal als Starter.
Im März 2025 unterschrieb Hufanga einen Dreijahresvertrag im Wert von bis zu 45 Millionen US-Dollar bei den Denver Broncos.

### NFL-Statistiken
| Saison                             | Saison | Spiele | Spiele      | Tackles | Tackles | Tackles | Tackles | Interceptions | Interceptions | Interceptions | Interceptions | Interceptions | Fumbles | Fumbles | Fumbles |
| Jahr                               | Team   | Spiele | als Starter | Gesamt  | Solo    | Ast     | Sacks   | PD            | INT           | Yds           | Lng           | TD            | FF      | FR      | Yds     |
| ---------------------------------- | ------ | ------ | ----------- | ------- | ------- | ------- | ------- | ------------- | ------------- | ------------- | ------------- | ------------- | ------- | ------- | ------- |
| 2021                               | SF     | 15     | 3           | 32      | 24      | 8       | 0,0     | 2             | 0             | 0             | 0             | 0             | 0       | 0       | 0       |
| 2022                               | SF     | 17     | 17          | 97      | 66      | 31      | 2,0     | 9             | 4             | 61            | 52            | 1             | 2       | 0       | 0       |
| 2023                               | SF     | 10     | 10          | 52      | 39      | 12      | 0,0     | 3             | 3             | 48            | 28            | 0             | 0       | 0       | 0       |
| 2024                               | SF     | 7      | 7           | 38      | 20      | 18      | 0,0     | 0             | 0             | 0             | 0             | 0             | 0       | 0       | 0       |
| Gesamt                             | Gesamt | 49     | 37          | 219     | 149     | 70      | 2,0     | 14            | 7             | 109           | 52            | 1             | 2       | 0       | 0       |
| Quelle: pro-football-reference.com |        |        |             |         |         |         |         |               |               |               |               |               |         |         |         |

## Persönliches
Hufangas Vater stammt aus Tonga. Mehrere Verwandte von Hufanga spielen oder spielten ebenfalls Football. Sein älterer Bruder T. J. spielte 2013 und 2014 für die Oregon State University in Corvallis, seine Cousins Marlon Tuipulotu (seit 2021 in der NFL für die Philadelphia Eagles) und Tuli Tuipulotu (seit 2023 in der NFL für die Los Angeles Chargers) waren Defensive Linemen für die USC Trojans.